# Pore (biologie)
Pour les articles homonymes, voir Pore.
Un pore a plusieurs signification en biologie.

## Biologie cellulaire
En biologie cellulaire, un pore désigne une cavité que l'on retrouve sur la membrane plasmique (uniquement pour faire communiquer deux cellules entre elles). Dans la cellule eucaryote, la double membrane qui enveloppe le noyau (dite  membrane nucléaire) est ponctuée de « complexes de pores nucléaires » (ou NPC pour nuclear pore complexes), de même pour les membranes mitochondriales. 
Ces pores contrôlent les entrées et sortie d'eau et de solutés. 
Des complexes de pores fusionnent localement les membranes nucléaires interne et externe de l'enveloppe du noyaux, y formant des canaux aqueux dont l'architecture cylindrique est complexe, se composant d'environ 30 nucléoporine. Ces tubes sont « mécanosensibles » ; ils peuvent plus ou moins s'ouvrir ou se fermer, et ainsi métier les échanges (nucléocytoplasmiques, notamment). 
Le « système des pores » n'est pas passifs : les aquaporines d'échafaudage qui constituent chaque canal peuvent orienter et trier un grand nombre de molécules en peu de temps, mais pour autant elles n'ont aucune activité motrice connue leur permettrait d'exercer des forces permettant d'ouvrir ou fermer les pores de la double enveloppe du noyau de la cellule. Selon Zimmerli et al. (2021) l'état mécanique des membranes nucléaires semble contrôler le diamètre de leurs pores nucléaires. Des forces de traction latérales imposées latéralement aux pores, via les membranes nucléaires, étirent des NPC, provoquant une dilatation de leur diamètre, alors que le soulagement de ces forces provoque la constriction des NPC. Ainsi, le contrôle de la taille et de la forme du cytosquelette de la cellule (et du noyau qui lui est lié) sont des stimuli mécaniques modulant fonctionnellement la conformation des NPC, et par suite à l'activité de transport nucléocytoplasmique. 
L'échafaudage des protéines qui construisent le NPC se dilate dans des cellules en croissance exponentielle, et au contraire se resserre (diamètre divisé environ par deux) quand la cellule manque d'énergie ou en cas de choc hyperosmotique.

## Anatomie
Chez les mammifères, l'épiderme contient des pores cutanés qui permettent l'écoulement du sébum et de la sueur.

## Mycologie
Un pore est l'extrémité ouverte des tubes de certains champignons, notamment les Boletaceaes.